# 井森美幸
井森 美幸（いもり みゆき、本名同じ、1968年10月26日 - ）は、日本のタレント、歌手、女優。ホリプロ所属。第9回ホリプロタレントスカウトキャラバングランプリ。群馬県甘楽郡下仁田町出身。

## 来歴
堀越高等学校卒業。15歳の時1984年の第9回ホリプロタレントスカウトキャラバンで12万人の中からグランプリを獲得（鈴木保奈美、相原勇も参加）し、1985年の春、4月21日にアイドル歌手としてキャニオン・レコードより1985年一押しアイドル歌手デビュー。デビュー曲は『瞳の誓い』（本人出演ライオンBan16シリーズ 1985年度CMソング）。CMではサビの部分の歌詞を変え、♪「私夏のヒヤシンスなの」♪というバージョンが流れた。当時のキャッチフレーズは「井森美幸16歳、まだ誰のものでもありません」。オリコン週間チャート最高位32位を記録。また、同曲ではメガロポリス歌謡祭で優秀新人エメラルド賞を受賞。同期には本田美奈子.、森川美穂、中山美穂、芳本美代子、斉藤由貴、南野陽子、森口博子、浅香唯、若林志穂、森下恵理、佐野量子、おニャン子クラブなどがいる。
デビュー2年目の1986年、テレビドラマ『遊びじゃないのよ、この恋は』（TBS）の主演に抜擢された。
1987年ごろから山瀬まみが、三枚目的な受け答えもこなすタレント性を有しバラエティー番組等で重宝されるアイドル、いわゆるバラドルと呼ばれ始め、それを追随するように松本明子・森口博子らと共にクローズアップされ「元祖バラドル」「バラドルのパイオニア」の1人として名を連ねるようになった。
2007年9月19日に初のベストアルバム『井森美幸 SINGLE COLLECTION 〜井森美幸に2000円!!〜』をリリースした。タイトルは担当するラジオ番組で募集して選出した。
2008年4月より土曜日の中央競馬中継番組である『ウイニング競馬』（テレビ東京)のMCを担当。以前より競馬好きを公言していたこともあり、仕事の依頼が来たときは二つ返事で引き受けたという。番組内では「しあわせ馬券」「井森美幸に3000円」というコーナーも持ち、メインレースの予想や予想の回収率を公表していた。2013年に同番組を降板後も日曜日の競馬中継番組である『みんなのKEIBA』（フジテレビ）にゲストとして度々出演している。
同年5月12日よりTBS・愛の劇場『再婚一直線!』に主演として出演。『遊びじゃないのよ、この恋は』以来22年ぶりに主演を務めることになった。
2008年12月10日、出身地である群馬県の宣伝を行う「ぐんま大使」に中山秀征とともに任命された。
2021年に開催された東京オリンピックでは、聖火リレーでランナーを務め、世界文化遺産の富岡製糸場内を走った。

## 人物
- 2024年現在まで独身であり、デビュー当時のキャッチフレーズ「未だに誰のものでもありません」「もう誰のものにもなりません」をバラエティ番組でなどで自虐ネタにしている[5]。バラエティ番組では典型的な三枚目キャラが多いせいか、共演者からは女性らしさに欠けると評されることもある。寝るときは、パジャマをズボンにインしている。しかし、それに反して女性誌に登場する際は健康的で引き締まった肢体が美しいと評されるなど、容姿やスタイルは悪くないと自負することもある。ただしデビュー当時は「脚が太い」と指摘されることも多かった。
- スカウトキャラバンの予選時に課題の一つとして踊ったレオタード姿での『ジャズダンス』と称する映像が現在も残っており、そのダンスが相撲の稽古の「鉄砲」のような奇妙な振り付けになっていることからしばしばバラエティ番組のネタとして使われていたが、2010年代半ばよりネタの使い減りを避けるという事務所側の戦略で封印され[6]、その後、2023年5月25日放送のアメトーーク「井森美幸大好き芸人」内で8年ぶりにダンス映像が放送された[7]。
- 一人っ子である。
- プロ野球、高校野球好きであり、読売ジャイアンツファン。
- 基本的に、NGにしている仕事はない[8]。
- 好きな飲み物は、チェリオのグレープ味。
- カナヅチである[9]。
- 特技は雑誌破り、馬を寝かしつける事｡[10]。
- 運転免許は普通自動車[11]と普通自動二輪車[12]免許。
- 好きなミュージシャンは竹内まりや、サザンオールスターズ、小田和正など[13]。
- 仲の良い芸能人は、堀越高校時代からの友人である荻野目洋子、森口博子など。
- 井森の従甥（従姉妹の息子）は東海大学付属相模高等学校の野球部に所属しており、2018年の春開催の第90回記念選抜高等学校野球大会に出場している[14]。高校卒業後は東海大学、日本生命でプレーを続けている。
- クイズダービーのゲストに出演していた黒鉄ヒロシを漫画家である事を知らずに、絵で解答する問題に黒鉄の解答を原画がなくなるほど描き直した事があった。そこで青ざめたスタッフに黒鉄の本職を聞き、恥をかいてしまった。因みにはらたいらの事も当番組で生計を立てているクイズ荒らしだと思っていた[15]。

## 出演

### バラエティ
※2025年現在、毎週出演しているようなレギュラーはないが、バラエティアイドルとして、ゲスト枠で重宝されている。
 現在 
 定期的に出演している番組 
- ヒルナンデス!（日本テレビ）- 番組内のコーナー「3色ショッピング」では、対戦相手のいとうあさこ、河北麻友子らと共に「ほぼレギュラー枠」の括りで紹介される。
- 秘密のケンミンSHOW（読売テレビ）- 群馬県民代表。主に同県出身の中山秀征と不定期交代。
- ぶらぶらサタデー・有吉くんの正直さんぽ（フジテレビ）- 女性タレントでは最多出演。
- みんなのKEIBA（フジテレビ）
- 馬好王国〜UmazuKingdom〜（フジテレビ）
- プロ野球ニュース（フジテレビONE） - 土曜日MC 梅田淳と隔週交代で出演

不定期出演番組
- 櫻井・有吉 THE夜会（TBS）
- 出川哲朗の充電させてもらえませんか?（テレビ東京）
- ちょっと福岡行ってきました!（2017年 - 、TVQ九州放送）- 旅人（不定期出演）

 過去 
レギュラー番組
- 郁恵の今日何にする? - 月曜日レギュラー（フジテレビ）
- 郁恵・井森のお料理BAN!BAN!（フジテレビ）
- 郁恵・井森のデリ×デリキッチン!（フジテレビ）
- おしえて!うれしぴ（フジテレビ）
- パオパオチャンネル（テレビ朝日）
- OH!エルくらぶ（テレビ朝日）
- なんでもランキング バトランQ（テレビ朝日、司会）
- 親知らずバラエティー 天使の仮面!!（テレビ朝日）
- やる気マンマン日曜日（1987年10月 - 1989年4月2日、毎日放送）
- クイズダービー（1988年2月 - 1992年6月、TBS）9代目2枠レギュラー
- ザ・ウォッチング!!（フジテレビ）
- テレビ見たとこ勝負!（TBS）
- 11PM（日本テレビ）
- あしたP-KAN気分（日本テレビ）
- 東京ラブパラダイス（1992年1月11日 - 9月26日、TBS）
- クイズ世界はSHOW by ショーバイ!!（1994年9月 - 1996年9月、日本テレビ）
  - 新装開店!SHOW by ショーバイ!!
  - 新装開店!SHOW by ショーバイ2

- アッコのおかしな仲間（日本テレビ）
- 天才・たけしの元気が出るテレビ!!（1988年1月 - 1989年11月、日本テレビ）
- 徳光和夫の情報スピリッツ（テレビ東京）司会
- 突撃!イドバタ7（テレビ東京）
- 面白スタジアム（日本テレビ）
- テレビ近未来研究所（TBS）
- クイズテレビずき!（TBS）
- 禁断!イモリ帝国（1989年 - 1990年、日本テレビ）
- カルチャーSHOwQ〜21世紀テレビ検定〜（2008年4月 - 、tvk）司会。2007年度もゲストとして1度だけ出演。
- 2時っチャオ!（TBS）木曜コメンテーター
- ウイニング競馬（2008年4月5日 - 2013年3月30日、テレビ東京）4代目MC

 準レギュラー、及び不定期出演 
- はねるのトびら（フジテレビ）
- 爆笑レッドカーペット（フジテレビ）
- 速報!歌の大辞テン（日本テレビ）
- ぴったんこカン・カン（TBS）
- イカさま☆タコさま（TBS）
- カッ飛び!花マル塾（テレビ朝日）
- ビデオあなたが主役（テレビ朝日）
- ウッチャンナンチャンの炎のチャレンジャー これができたら100万円!!（テレビ朝日）
- Oh!どや顔サミット（テレビ朝日）
- クイズプレゼンバラエティー Qさま!!（テレビ朝日）
- ナニコレ珍百景（テレビ朝日）
- 伝えてピカッチ（NHK総合）
- 人生が変わる1分間の深イイ話（日本テレビ）
- 超逆境クイズバトル!! 99人の壁（フジテレビ）
- オスカル!はなきんリサーチ（テレビ朝日）

- 潜在能力テスト（フジテレビ）

- 林修のニッポンドリル（フジテレビ）

その他
- ものまね王座決定戦（フジテレビ）
- スターどっきり㊙報告（フジテレビ）レポーターとして出演｡
- スーパークイズスペシャル（日本テレビ）
- 新春かくし芸大会（フジテレビ）
- 国民総参加クイズSHOW! QB47（NHK総合）
- 中居正広のプロ野球魂（テレビ朝日）
- 歌のゴールデンヒット（TBS）

### テレビドラマ
- 水戸黄門第16部 第28話「娘を救った偽黄門 -弘前-」（1986年11月3日、TBS、C.A.L） - おきみ 役
- 遊びじゃないのよ、この恋は（1986年、TBS）
- 若大将天下ご免! 第37話（1987年、テレビ朝日） - おいち 役
- 大都会25時 第3話「プッツン娘が見ていた」（1987年、テレビ朝日 / 東映）
- 月曜ドラマランド / 生徒諸君!（1987年、フジテレビ）
- 同級生は13歳（1987年、フジテレビ）
- OH!キッチン家族（1988年、テレビ東京）
- ドラマ23（TBS）
  - コント赤信号の東京恋愛事情（1988年）
  - ひと夏の体験（1988年）
  - 原色恋愛図鑑（1989年） - 主演
- ビートたけしの浅草キッド・青春奮闘編（1988年、テレビ朝日）
- 猫、ふんじゃッた!（1988年、日本テレビ）
- 水曜ドラマ / 疑惑の家族（1988年、TBS） - 冬木貴恵 役
- 木曜劇場（フジテレビ）
  - あなたが欲しい（1989年）
  - 過ぎし日のセレナーデ（1989年）
- 会いたくて（1989年、日本テレビ） - 村上七重 役
- 夏休み別荘物語（1989年、日本テレビ） - 主演
- ドラマチック22 / ばちあたり常夏娘（1989年、TBS） - 主演
- さよなら李香蘭（1989年、フジテレビ）
- 悲しいほど好き! Mr.ダンディーお嬢さまに恋をする（1989年、フジテレビ）
- 花燃える日々 -野望の国・第二部-（1990年、日本テレビ）
- トップスチュワーデス物語（1990年、TBS）[1]
- 横溝正史傑作サスペンス 女王蜂（1990年、テレビ朝日）
- 時間ですよ殺人事件（1990年、TBS）
- ニュースなあいつ（1992年、よみうりテレビ）
- お兄ちゃんの選択（1994年、TBS）
- 輝く季節の中で（1995年、フジテレビ）
- 金曜エンタテイメント / 殺人美容室（1998年、フジテレビ）
- 幸福の王子（2003年、日本テレビ）
- 再婚一直線!（2008年、TBS） - 主演・栗林のどか 役
- 美男ですね（2011年、TBS） - 桜庭シゲ子 役
- デカ 黒川鈴木 第11話（2012年、よみうりテレビ） - 田原美鈴 役
- コトコト〜おいしい心と出会う旅〜 - 高橋陽美 役
  - 富山編・新潟編（2024年放送予定、NHK BSプレミアム4K・NHK BS）[16][17]
  - 群馬編（2025年放送予定、NHK総合・NHK BS・NHK BSプレミアム4K）[17]

### 映画
- 社葬（1989年、東映） - 金谷美津枝 役
- 右曲がりのダンディー（1989年、東映） - 中島和子 役
- 香港パラダイス（1990年、東宝） - TVキャスター 役
- 愛流通センター（2008年、アステア） - 本人 役
- かずら（2010年、クロックワークス） - 豊田あさみ 役

### 舞台
- 女はフルコース（1998年）

### ラジオ
- 土曜ワイド 吉田照美のハッピーTOKYO（TBSラジオ） - アシスタント
- 井森美幸のムクムクタイム（TBSラジオ）
- 井森美幸のググッとぐんま（TBSラジオ）
- パナメディア ポップ＆ポップ（文化放送）
- 井森美幸の今夜はサイテー
- 井森美幸のおしゃべりマークリー（文化放送）
- グッチ裕三 日曜うまいぞぉ!（文化放送） - アシスタント
- 井森美幸 夢色飛行船（ニッポン放送）
- 鶴光の代打逆転サヨナラ満塁ホームラン 花とおじさん（ニッポン放送） - 金曜アシスタント
- 井森美幸のアフタヌーン・ブリーズ（TOKYO FM）
- BAY LINE 7300（bayfm） - 金曜日レギュラー
- BAY LINE GO!GO!（bayfm） - 金曜日レギュラー
- 井森美幸と森久保祥太郎のThe BAY☆LINE（bayfm）

### CM
- ハウス食品 『おいしいWA!』（1985年）
- UHA味覚糖 『おさつドキッ!』（1988年 - 1990年）
- コーセー
- ライオン『Ban16』（1985年）
- 富士写真フイルム フジカラー『スーパーHG』（1989年 - 1990年）[18][19]
- スズキ

『スズキ・セピア』（1989年）
『アルト』（1990年 - 1992年）
- 日清食品 『日清どん兵衛』（1990年 - 1994年、菊池桃子と共演）
- アース製薬 『モンダミン』（1992年 - ）

### ゲーム
- アッコでポン! 〜イカサマ放浪記〜（2008年、ニンテンドーDS・Wii用ソフト、サクセス） - 声の出演[20]

## ディスコグラフィ

### シングル
| #                    | 発売日               | A/B面                | タイトル             | 作詞                 | 作曲                 | 編曲                 | 規格品番             |
| キャニオン・レコード | キャニオン・レコード | キャニオン・レコード | キャニオン・レコード | キャニオン・レコード | キャニオン・レコード | キャニオン・レコード | キャニオン・レコード |
| -------------------- | -------------------- | -------------------- | -------------------- | -------------------- | -------------------- | -------------------- | -------------------- |
| 1                    | 1985年 4月21日       | A面                  | 瞳の誓い             | 康珍化               | 林哲司               | 萩田光雄             | 7A-0482              |
| 1                    | 1985年 4月21日       | B面                  | 恋人になる100の方法  | 康珍化               | 林哲司               | 新川博               | 7A-0482              |
| 2                    | 1985年 7月17日       | A面                  | 99粒の涙             | 康珍化               | 林哲司               | 萩田光雄             | 7A-0506              |
| 2                    | 1985年 7月17日       | B面                  | 天使のハンカチーフ   | 康珍化               | 林哲司               | 萩田光雄             | 7A-0506              |
| 3                    | 1985年 10月5日       | A面                  | 乙女心 ウラハラ      | 神沢礼江             | 林哲司               | 萩田光雄             | 7A-0521              |
| 3                    | 1985年 10月5日       | B面                  | 砂に書いた返事       | 鈴木博文             | 萩田光雄             | 萩田光雄             | 7A-0521              |
| 4                    | 1986年 2月5日        | A面                  | 恋は理解力           | 神沢礼江             | 亀井登志夫           | 萩田光雄             | 7A-0556              |
| 4                    | 1986年 2月5日        | B面                  | 四月うさぎ           | 佐藤ありす           | 伊藤薫               | 飛澤宏元             | 7A-0556              |
| 5                    | 1986年 6月21日       | A面                  | 吐息まじりに恋をして | 松井五郎             | 後藤次利             | 後藤次利             | 7A-0592              |
| 5                    | 1986年 6月21日       | B面                  | 孤独のディープ       | 松井五郎             | 後藤次利             | 後藤次利             | 7A-0592              |
| ポニーキャニオン     |                      |                      |                      |                      |                      |                      |                      |
| 6                    | 1989年 5月21日       | A面                  | セピア・あなた・かも | 吉澤久美子           | 後藤次利             | 後藤次利             | 6A-1015 S9A-1020     |
| 6                    | 1989年 5月21日       | B面                  | 雨あがりの朝に       | 吉澤久美子           | 小池道昭             | 京田誠一             | 6A-1015 S9A-1020     |

### アルバム

#### ベスト・アルバム
1. Myこれ!クション 井森美幸・BEST（2002年7月17日／PCCA-1724）
2. IMORI MIYUKI SINGLE COLLECTION 井森美幸に2,000円!!（2007年9月19日／PCCA-2544）

### タイアップ曲
| 楽曲                 | タイアップ                |
| -------------------- | ------------------------- |
| 瞳の誓い             | ライオン『Ban16』CMソング |
| セピア・あなた・かも | スズキ『セピア』CMソング  |

## 書籍
- 禁じられた遊び Dont' Worry, Be Happy!（1988年、扶桑社） - ISBN 4-594-00359-1
- 井森美幸のりっぱなものをお持ちで（1988年、スコラ） - ISBN 4-88275-702-8